# Albumy numer jeden w roku 2001 (Polska)
Artykuł prezentuje listę albumów numer jeden w notowaniu OLiS w roku 2001.

## Historia listy
| Data publikacji | Album                               | Wykonawca                   | Źródło |
| --------------- | ----------------------------------- | --------------------------- | ------ |
| 8 stycznia      | Golec uOrkiestra 2                  | Golec uOrkiestra            | [ 1 ]  |
| 15 stycznia     | Golec uOrkiestra 2                  | Golec uOrkiestra            | [ 2 ]  |
| 22 stycznia     | 1                                   | The Beatles                 | [ 3 ]  |
| 29 stycznia     | 1                                   | The Beatles                 | [ 4 ]  |
| 5 lutego        | 1                                   | The Beatles                 | [ 5 ]  |
| 12 lutego       | J.Lo                                | Jennifer Lopez              | [ 6 ]  |
| 19 lutego       | J.Lo                                | Jennifer Lopez              | [ 7 ]  |
| 26 lutego       | Golec uOrkiestra 2                  | Golec uOrkiestra            | [ 8 ]  |
| 5 marca         | Płyta z muzyką                      | Voo Voo                     | [ 9 ]  |
| 12 marca        | Yugoton                             | Yugoton                     | [ 10 ] |
| 19 marca        | Yugoton                             | Yugoton                     | [ 11 ] |
| 26 marca        | Yugoton                             | Yugoton                     | [ 12 ] |
| 2 kwietnia      | W pustyni i w puszczy               | Muzyka filmowa              | [ 13 ] |
| 9 kwietnia      | Yugoton                             | Yugoton                     | [ 14 ] |
| 16 kwietnia     | No More Shall We Part               | Nick Cave and the Bad Seeds | [ 15 ] |
| 23 kwietnia     | Yugoton                             | Yugoton                     | [ 16 ] |
| 30 kwietnia     | Yugoton                             | Yugoton                     | [ 17 ] |
| 7 maja          | Tobie                               | Natalia Kukulska            | [ 18 ] |
| 14 maja         | Yugoton                             | Yugoton                     | [ 19 ] |
| 21 maja         | Melodie Kurta Weill’a i coś ponadto | Kazik Staszewski            | [ 20 ] |
| 28 maja         | Exciter                             | Depeche Mode                | [ 21 ] |
| 4 czerwca       | Exciter                             | Depeche Mode                | [ 22 ] |
| 11 czerwca      | Lateralus                           | Tool                        | [ 23 ] |
| 18 czerwca      | Ad.4                                | Ich Troje                   | [ 24 ] |
| 25 czerwca      | Ad.4                                | Ich Troje                   | [ 25 ] |
| 2 lipca         | Ad.4                                | Ich Troje                   | [ 26 ] |
| 9 lipca         | Ad.4                                | Ich Troje                   | [ 27 ] |
| 16 lipca        | Ad.4                                | Ich Troje                   | [ 28 ] |
| 23 lipca        | Ad.4                                | Ich Troje                   | [ 29 ] |
| 20 sierpnia     | Ad.4                                | Ich Troje                   | [ 30 ] |
| 27 sierpnia     | Ad.4                                | Ich Troje                   | [ 31 ] |
| 3 września      | Ad.4                                | Ich Troje                   | [ 32 ] |
| 10 września     | Ad.4                                | Ich Troje                   | [ 33 ] |
| 17 września     | Ad.4                                | Ich Troje                   | [ 34 ] |
| 24 września     | Ad.4                                | Ich Troje                   | [ 35 ] |
| 1 października  | Ad.4                                | Ich Troje                   | [ 36 ] |
| 8 października  | Ad.4                                | Ich Troje                   | [ 37 ] |
| 15 października | Salon Recreativo                    | Kult                        | [ 38 ] |
| 22 października | Salon Recreativo                    | Kult                        | [ 39 ] |
| 29 października | Ten New Songs                       | Leonard Cohen               | [ 40 ] |
| 5 listopada     | Ten New Songs                       | Leonard Cohen               | [ 41 ] |
| 12 listopada    | Ten New Songs                       | Leonard Cohen               | [ 42 ] |
| 19 listopada    | Ten New Songs                       | Leonard Cohen               | [ 43 ] |
| 26 listopada    | Ten New Songs                       | Leonard Cohen               | [ 44 ] |
| 3 grudnia       | Ten New Songs                       | Leonard Cohen               | [ 45 ] |
| 10 grudnia      | Ten New Songs                       | Leonard Cohen               | [ 46 ] |
| 17 grudnia      | Ten New Songs                       | Leonard Cohen               | [ 47 ] |
| 24 grudnia      | Ten New Songs                       | Leonard Cohen               | [ 48 ] |